# Русинов, Кирилл Геннадьевич
Кири́лл Генна́дьевич Руси́нов (род. 31 октября 1995, Киров) — российский музыкант, баянист, лауреат всероссийских и международных конкурсов, чемпион мира, солист Государственного академического русского народного ансамбля «Россия» имени Л.Г. Зыкиной, преподаватель Детской музыкальной школы имени В. Ф. Одоевского и Государственного музыкально-педагогического института имени М. М. Ипполитова-Иванова.

## Биография
Родился 31 октября 1995 года в семье врачей. В 6 лет начал играть на баяне, поступив в музыкальную школу при Кировском областном колледже музыкального искусства им. И. В. Казенина в класс заведующей кафедры народных инструментов КОКМИ им. Казенина Е. Г. Бельтюковой. В 2011 году поступил в Колледж имени Гнесиных в Москве в класс профессора, композитора и педагога В. А. Семёнова. Затем под его руководством окончил бакалавриат (2019), магистратуру (2021) и ассистентуру-стажировку (2023) в Российской академии музыки имени Гнесиных.

## Достижения в конкурсах
С 2005 года участвовал в музыкальных конкурсах. Лауреат 14-ти всероссийских и международных конкурсов, таких как: VIII Молодёжные Дельфийские игры России, Самара (2009); IX Международный конкурс имени Н. И. Белобородова, Тула (2007, 2013); IV Международный конкурс «Аккордеон плюс», Ростов-на-Дону (2014); «Югория», Сургут (2016); II Всероссийский конкурс, Москва (2017); 72й Кубок мира, Шэньчжэнь, Китай (2019)

## Карьера
С 2005 года ведёт концертную деятельность. На проходившем с 12 по 18 августа 2019 года в Шэньчжэнь (Китай) Международном конкурсе баянистов и аккордеонистов «Кубок мира» занял I место в категории «Coupe Mondiale» (исполнители от 18 до 35 лет). Гастролирует по городам России и за рубежом. С 2012 года сотрудничает с Международным благотворительным фондом Владимира Спивакова. С 2017 года — артист Московской областной филармонии в составе ансамбля «Русский тембр», существующего с 1982 года. С 2024 года — солист Государственного академического русского народного ансамбля «Россия» имени Л. Г. Зыкиной, преподаватель в Детской музыкальной школе имени В. Ф. Одоевского и Государственного музыкально-педагогического института имени М. М. Ипполитова-Иванова.